# Titiyo
 (avril 2016).
Si vous disposez d'ouvrages ou d'articles de référence ou si vous connaissez des sites web de qualité traitant du thème abordé ici, merci de compléter l'article en donnant les références utiles à sa vérifiabilité et en les liant à la section « Notes et références ».

Titiyo Yambalu Felicia Jah, née le 23 juillet 1967 à Stockholm, est une chanteuse suédoise.

## Famille
Titiyo est la demi-sœur de la chanteuse Neneh Cherry. Leur père est le musicien d'origine sierra-léonaise, Amahdu Jah, la mère de Titiyo est la suédoise Maylen Bergström.

## Biographie
Titiyo est née à Stockholm, elle a grandi à Solna en Suède.

## Discographie

### Albums
- 1990 : Titiyo (no 3 en Suède)
- 1993 : This Is Titiyo (no 1 en Suède)
- 1997 : Extended (no 27 en Suède)
- 2001 : Come Along (no 1 en Suède)
- 2004 : Best of Titiyo / A Collection of Songs (no 32 en Suède)
- 2008 : Hidden sortie en Suède (no 18 en Suède)
- 2010 : Hidden sortie française le 23 mars
- 2015 : 13 Gården

### Singles
| Année | Single                                      | Album                 | Position | Position | Position | Position | Position | Position | Position | Position | Position |
| Année | Single                                      | Album                 | SUE      | DNK      | PBA      | FRA      | ALL      | AUT      | SUI      | UK       | US       |
| ----- | ------------------------------------------- | --------------------- | -------- | -------- | -------- | -------- | -------- | -------- | -------- | -------- | -------- |
| 1989  | Man in the Moon                             | Titiyo                | 6        | —        | —        | —        | —        | —        | —        | —        | —        |
| 1989  | After the Rain                              | Titiyo                | 13       | —        | —        | —        | —        | —        | —        | 60       | —        |
| 1990  | Flowers                                     | Titiyo                | —        | —        | —        | —        | —        | —        | —        | 71       | —        |
| 1991  | My Body Says Yes                            | Titiyo                | —        | —        | —        | —        | —        | —        | —        | —        | 42       |
| 1993  | Never Let Me Go                             | This Is               | 25       | —        | —        | —        | —        | —        | —        | —        | —        |
| 1994  | Tell Me (I'm Not Dreaming)                  | This Is               | —        | —        | —        | —        | —        | —        | —        | 45       | —        |
| 1995  | It Should Have Been You                     | Blacknuss Allstars    | —        | —        | —        | —        | —        | —        | —        | —        | —        |
| 1996  | We vie                                      | Extended              | 10       | —        | —        | —        | —        | —        | —        | —        | —        |
| 2001  | Come Along                                  | Come Along            | 3        | 7        | 20       | 13       | 11       | 9        | 22       | —        | —        |
| 2001  | 1989                                        | Come Along            | —        | —        | 88       | 23       | —        | —        | 83       | —        | —        |
| 2004  | Lovin' Out of Nothing                       | A Collection of Songs | 17       | —        | —        | —        | —        | —        | —        | —        | —        |
| 2008  | Longing for Lullabies                       | Kleerup               | 7        | 14       | —        | —        | —        | —        | —        | —        | —        |
| 2008  | 300 Slow Days in a Row (avec Marit Bergman) | The Tear Collector    | —        | —        | —        | —        | —        | —        | —        | —        | —        |
| 2008  | Longing for Lullabies                       | Hidden                | 46       | —        | —        | —        | —        | —        | —        | —        | —        |
| 2008  | Stumble to Fall                             | Hidden                | —        | —        | —        | —        | —        | —        | —        | —        | —        |
| 2008  | Awakening                                   | Hidden                | 52       | —        | —        | —        | —        | —        | —        | —        | —        |

### Hidden
Après le tube Come Along en 2001, Titiyo (demi-sœur de Neneh Cherry) a dû faire face à une question cruciale au sommet de sa carrière. Quelle sera la suite ? La réponse n’est jamais vraiment arrivée. Après avoir sorti un album en 2004 n’ayant pas rencontré le succès espéré, Titiyo avait sérieusement envisagé d’arrêter la musique. De plus, elle était fatiguée de cette étiquette de « reine de la soul suédoise », ne s’étant pas focalisée sur celle-ci depuis le début des années 1990. Heureusement, elle prit la décision de reprendre tout depuis le début. Titiyo a donc pour cela acheté son propre home studio avec un simple synthétiseur et un portacorder. Avec ses instruments elle a passé tout l’hiver 2008 dans son appartement de Stockholm s’essayant à sa propre vision de la pop. La chanson « X » présente sur son cinquième album « Hidden », est le résultat d’une de ces longues sessions solitaires. Ensuite Titiyo a passé quelque temps à Chelsea (New York) afin de trouver davantage d’inspiration ainsi qu’un enthousiasme perdu. Après avoir rassemblé une collection de nouvelles chansons, elle a présenté celles-ci à des producteurs et musiciens de confiance. « Hidden » est un équilibre musical soigneux avec une touche de pop et soul classique mêlant un son électronique provocateur. Pour cet album, Titiyo s’est inspirée de l’album « Eraser » de Thom Yorke, de l’univers du trip-hop et de la musique d’ambiance. Les chansons « Awakening » et « Longing For Lullabies » sont le résultat de la collaboration avec le compositeur/artiste Andreas Kleerup connu pour le hit international « With Every Heartbeat » interprété par Robyn. À la sortie de l’album en Suède, la presse a été unanime en présentant cet album comme étant « la plus belle tristesse jamais entendue ». L’album est disponible le 23 mars 2010 en France sous Despotz Records/differ-ant.